# 三ツ井稲荷山古墳
三ツ井稲荷山古墳（みついいなりやまこふん）は愛知県一宮市にある古墳。

## 概要
五条川と青木川に形成された自然堤防上に位置する古墳で、墳丘は西側約半分が市道建設のために削られているほか、墳丘上に神明社が置かれており、南側には参拝のための階段が設けられるなど大きく改変されている。
墳丘の東側は公園となっており、こちら側の等高線がほぼ直線的であることから方墳と考えられていたが、後の再調査で円墳とされている。なお、本古墳から東へ約80メートルの位置に陪塚とされる塚（伊勢塚）がある。
1967年（昭和42年）3月2日、一宮市の史跡に指定された。

## ギャラリー

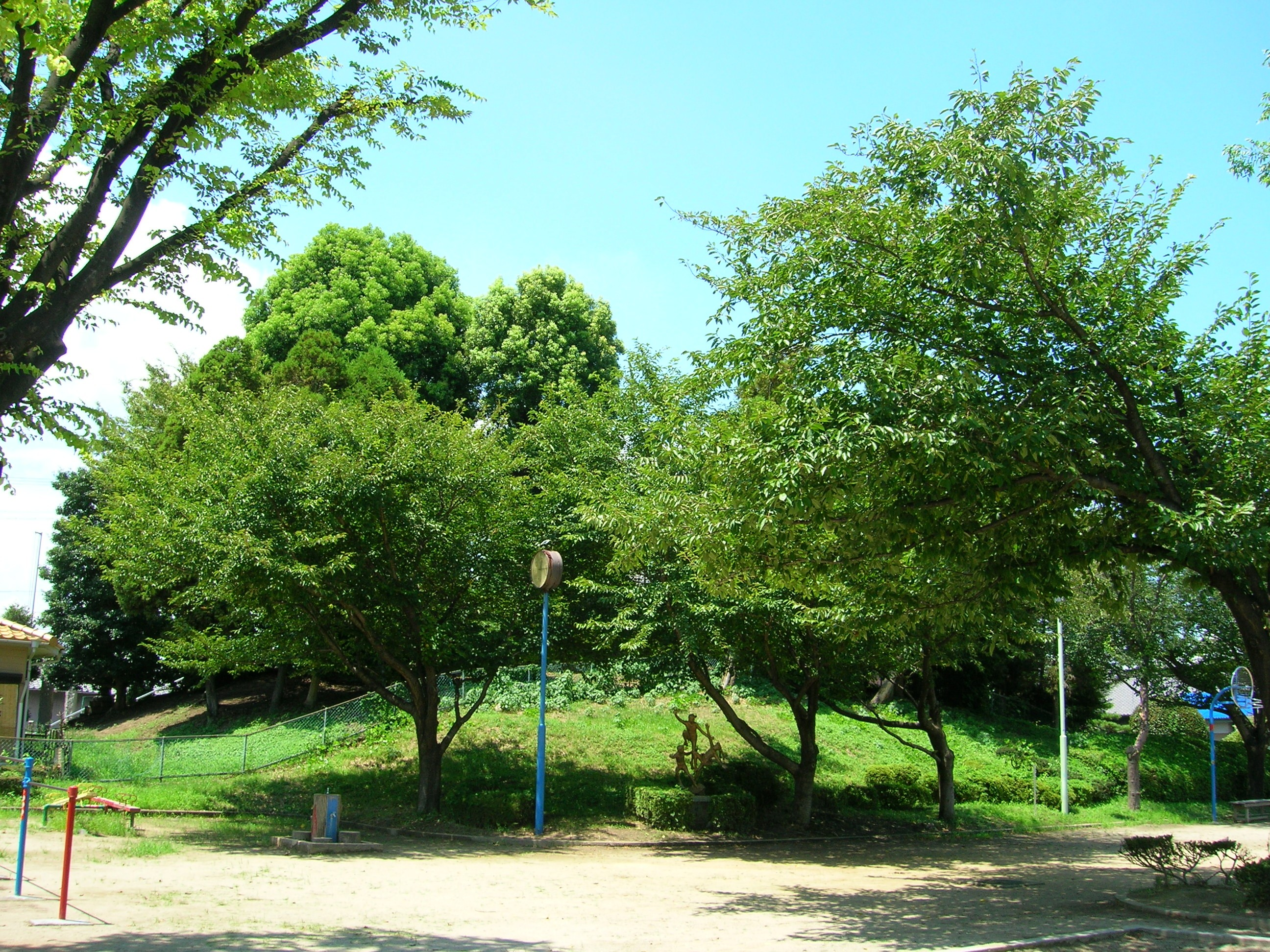
公園側から見た古墳全景
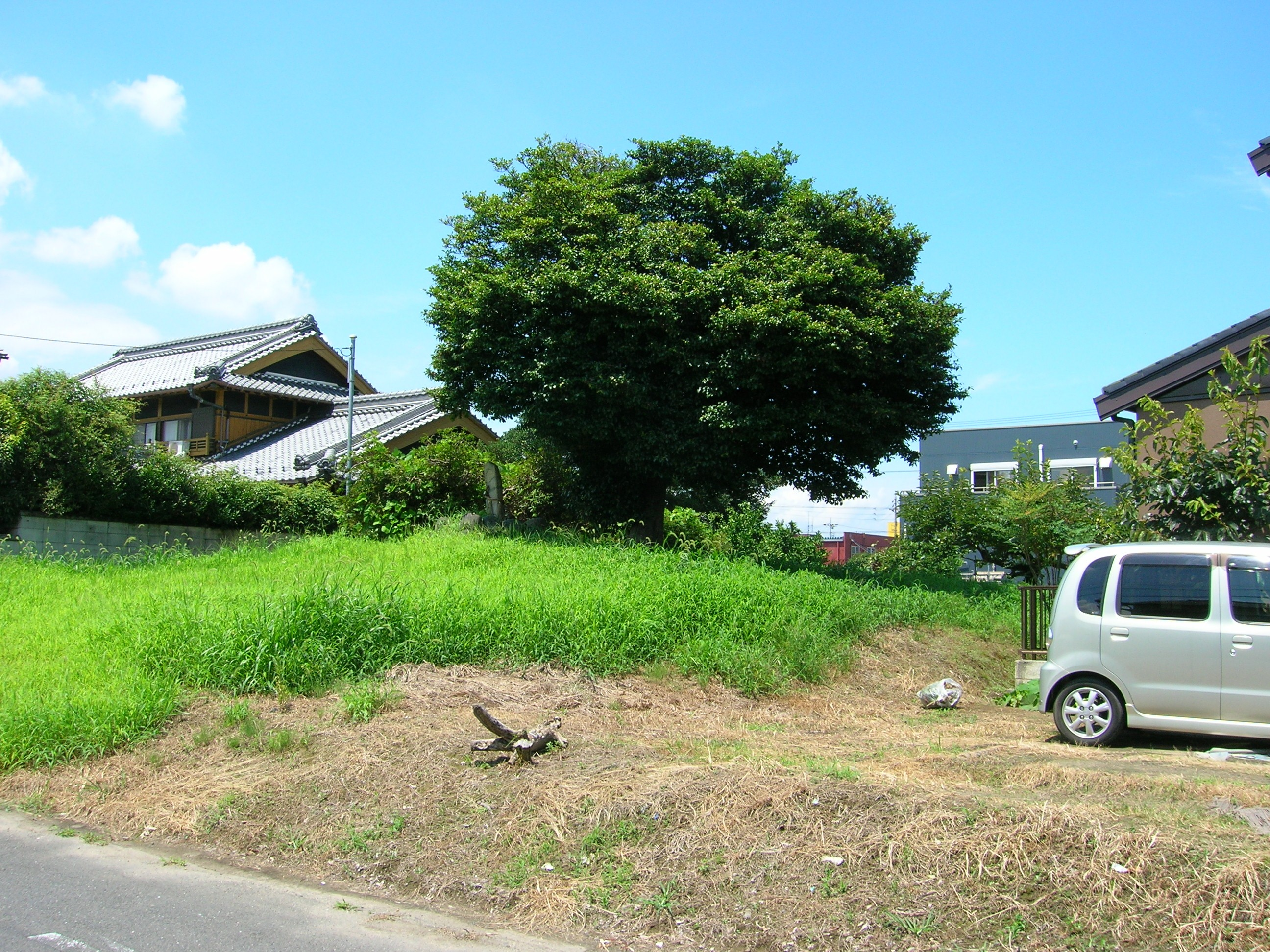
陪塚（伊勢塚）